# Cuatro Santos de Cartagena
San Leandro, San Fulgencio, Santa Florentina y San Isidoro fueron unos hermanos de los siglos VI y VII conocidos como los Cuatro Santos de Cartagena por haber nacido todos en esa ciudad, aunque existen dudas sobre si Isidoro nació en Híspalis (la actual Sevilla)..
En el siglo XVIII el franciscano Antonio Herráiz dijo que estos santos eran "Honra de Cartagena, gloria de España y esmalte de la fe católica" y el historiador Fernando Hermosino y Parrilla los calificó como las cuatro antorchas que iluminaron esa tierra.

## Orígenes de los cuatro hermanos
En su tratado De viris illustribus, Isidoro afirma que "tuvo por padre a Severiano, de la provincia cartaginense de España". Severiano es un nombre romano. Tuvo como hijos a Leandro (que fue obispo de Sevilla), Fulgencio (que fue obispo de Écija y, probablemente, también de Cartagena), Florentina (que fue monja) e Isidoro (que sucedió a su hermano como obispo de Sevilla). Leandro escribió una carta a Florentina a finales del siglo VI, conocida como De la educación de las vírgenes y del desprecio del mundo. En ella menciona a una figura maternal llamada Túrtur (tórtola), pero se desconoce si este era el nombre de la madre, si el nombre se utilizó a modo de recurso literario o si se estaba refiriendo a la abadesa del convento donde se encontraba Florentina.
Del documento De la educación de las vírgenes y del desprecio del mundo también se extrae que la familia hispanorromana y católica tuvo que abandonar Cartagena por la llegada de unos extranjeros, que pudieran ser los godos o los bizantinos. Algunos autores piensan que el rey Agila I, ante la llegada de los bizantinos a esa zona de Hispania llamados por Atanagildo en 552, decidió expulsar a los hispanorromanos de la región para que no ayudasen al invasor. En el mismo documento, se dice que la familia se trasladó cuando Florentina era muy pequeña e indica que Isidoro nació mucho después, porque era pequeño cuando su hermana ya era monja. Por todo ello, es muy posible que Isidoro hubiera nacido cuando la familia se encontraba ya en Sevilla. Tras la muerte del padre, Leandro se encargó de sus hermanos menores.
El nacimiento de Isidoro en Cartagena es recogido en fuentes muy posteriores: Adbreviatio Brauli caesaraugastani episcopi de vita sancti Isidori Hispaniarum doctoris (siglos XIII-XIV), la Vita S. Isidori anónima escrita en León (siglos XI-XII), el Códice de San Martino de León (hacia el 1200), Vida de San Isidoro de Rodrigo de Cerrato (siglo XIII) y el Breviario Hispalense (siglo XVI).

## Culto
El martirologio jeronimiano recuerda a un Leandri el 27 de febrero. Probablemente se tratase de Leandro de Sevilla. El martirologio de Usuardo recuerda a Leandro de Sevilla el 27 de febrero y martirologio de Floro de Lyon lo recuerda el mismo día. También aparece en el martirologio del monje Wandelbert de la Abadía de Prüm recordado el 27 de febrero. El calendario de Recemundo lo recuerda el 13 de marzo.
En el sínodo de la diócesis de Cartagena de 1583 se fijaron las fiestas de San Fulgencio, en enero, y las de San Leandro y Santa Florentina en marzo.
El obispo Sancho Dávila Toledo inauguró un seminario en Murcia con el nombre de San Fulgencio en 1592.
El obispo Sancho Dávila inició los trámites para que las reliquias de San Fulgencio y Santa Florentina, que se creía que estaban en Berzocana, fueran enviadas a Murcia. Felipe II aprobó que se enviasen a la catedral de Murcia un brazo de cada santo. Estos restos entraron en la ciudad en cofre de madera, acompañados de una gran celebración, en 1594. Las reliquias fueron colocadas en una arqueta japonesa de arte namban, que debía provenir de la Embajada Tenshō, que pasó por Murcia en 1584. La arqueta se colocó en un nicho en el muro de ábside de la capilla mayor de la catedral.
Mediante petición del obispo Sancho Dávila, San Fulgencio fue nombrado patrón de la diócesis de Cartagena en 1598.
En 1616 se creó una cofradía dedicada a San Fulgencio en la iglesia de la Asunción de Cartagena.
En 1694 hubo un huracán en Cartagena. Los vecinos rogaron a estos cuatro santos para que parase el temporal, cosa que ocurrió. Por esto se creó una festividad dedicada a ellos que, en 1696, se fijó el 25 de noviembre.
En 1722 Inocencio XIII mandó celebrar la fiesta de San Isidoro y lo proclamó doctor de la Iglesia.
En 1722 la Santa Sede aprobó también el rezo de San Fulgencio.
En 1780 se creó en la Iglesia de Santa María de Gracia de Cartagena una cofradía dedicada a estos cuatro santos.

## Representaciones en la diócesis de Cartagena

### En Cartagena
Hubo una cofradía, fundada en 1780, dedicada a estos cuatro santos en la iglesia de Santa María de Gracia de Cartagena. Tenía un conjunto de cuatro esculturas de estos, atribuidas al círculo de Ignacio Vergara, que no se conservan.
En 1754 el Ayuntamiento de Cartagena encargó al escultor murciano Francisco Salzillo la talla de cuatro figuras que representaran a estos hermanos. Las tallas fueron colocadas en la capilla mayor de la Catedral de Cartagena. En la actualidad se encuentran en la iglesia de Santa María de Gracia y 2021 fueron declaradas bien de interés cultural.

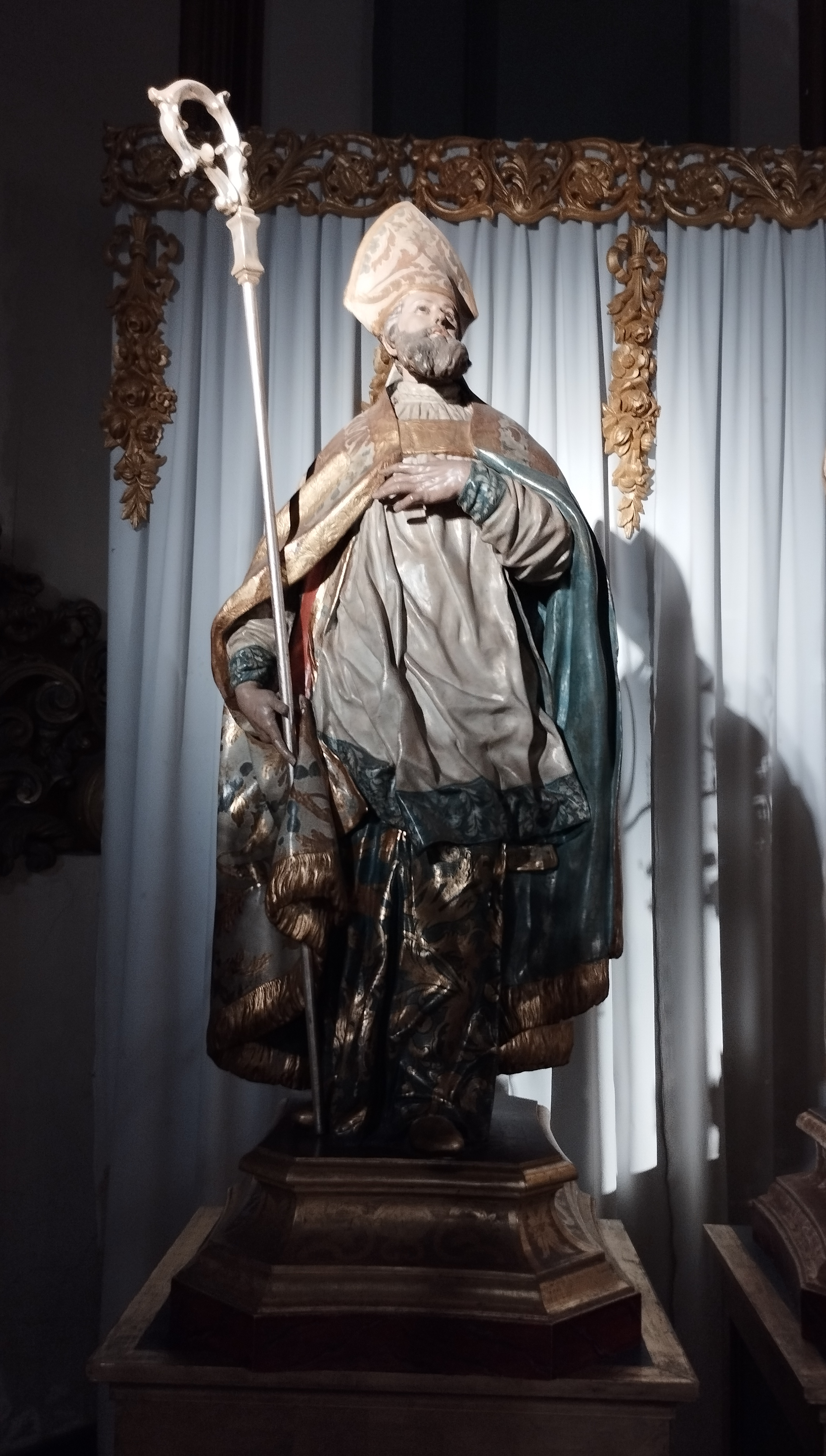
San Leandro, por Salzillo. 1755
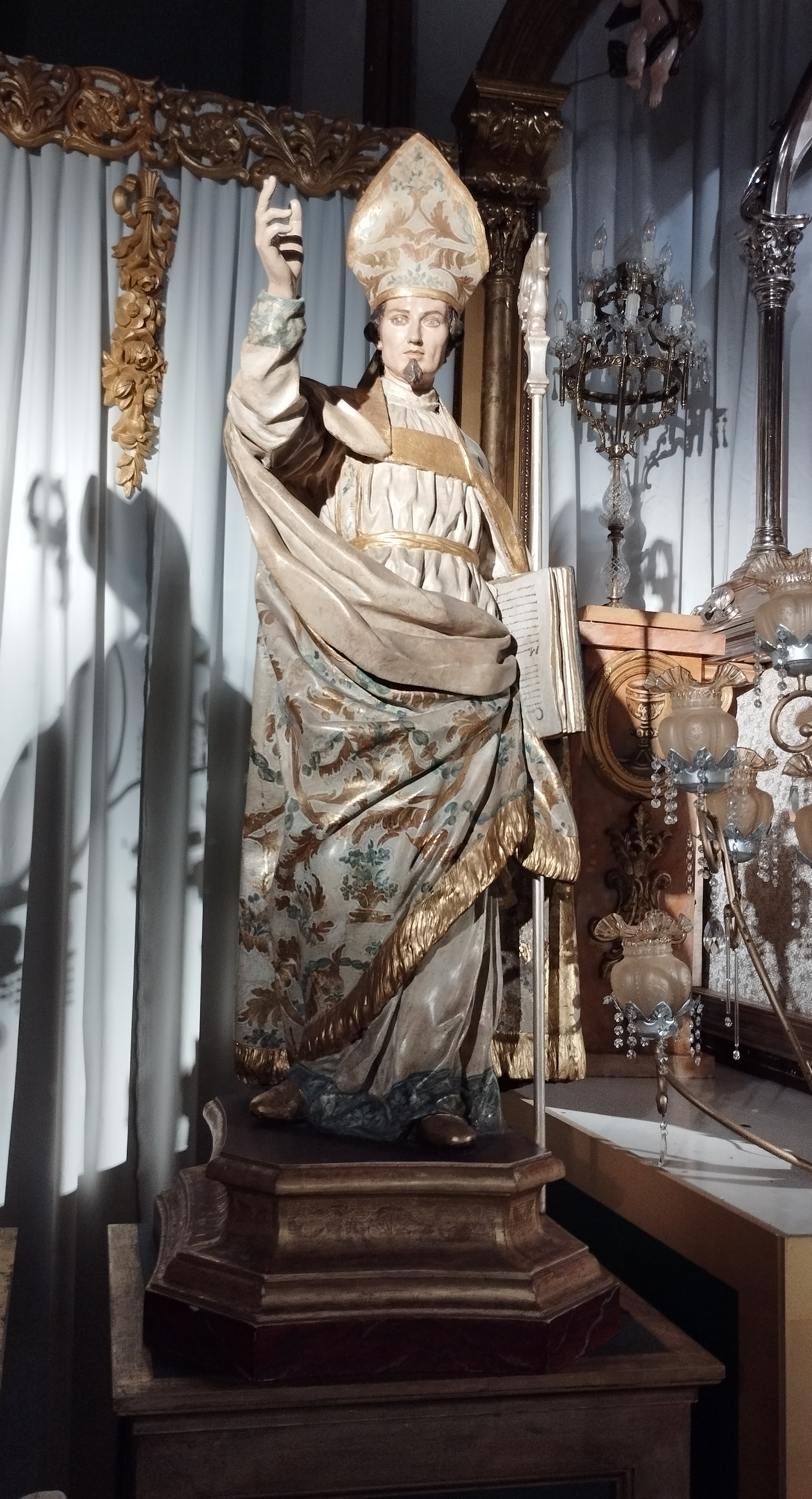
San Fulgencio, por Salzillo. 1755
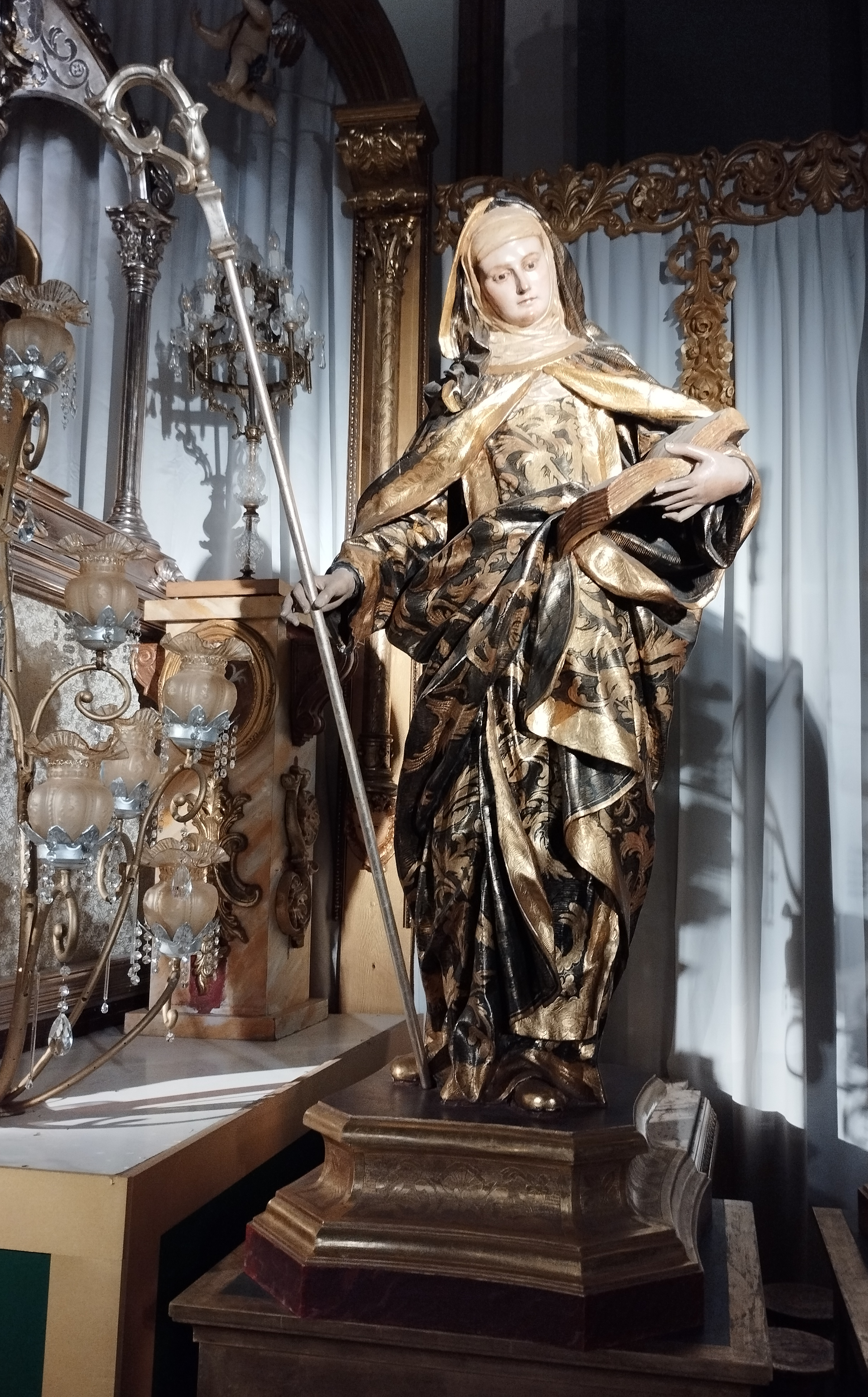
Santa Florentina, por Salzillo. 1755
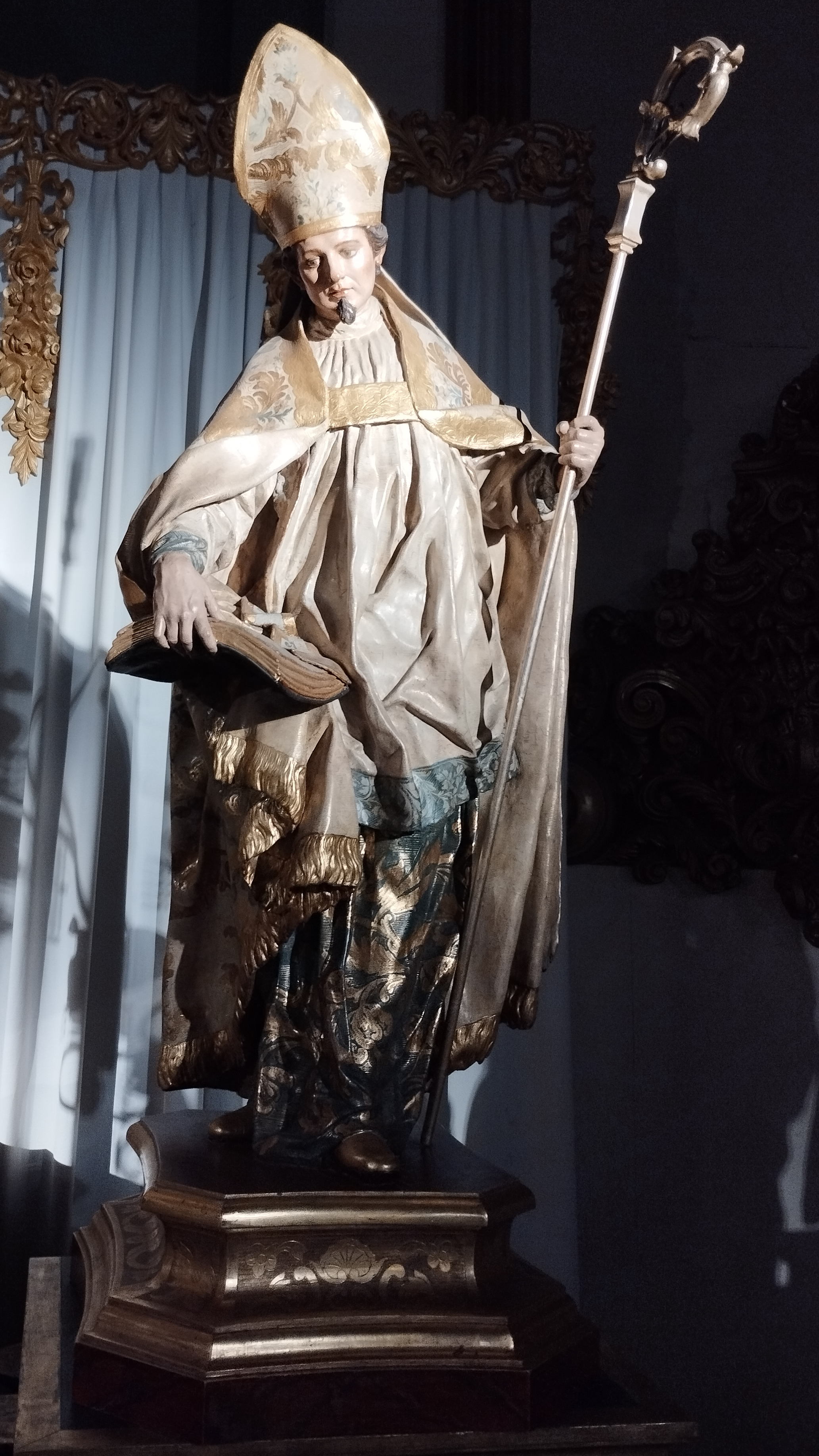
San Isidoro, por Salzillo. 1755

En el siglo XVIII un vecino de la ciudad, Francisco García, pidió permiso al Ayuntamiento de Cartagena para colocar cuatro esculturas de estos hermanos en un cruce denominado de las Cuatro Esquinas, sustituyendo a cuatro pinturas de estos santos. Finalmente, se colocaron las tallas en cuatro hornacinas alumbradas por faroles. Por esta época se popularizó colocar las imágenes de los cuatro santos en las casas, las calles y las plazas.
En 1755 tuvo lugar un terremoto que apenas dejó daños en la ciudad, lo que se interpretó como fruto de la intercesión de estos cuatro santos. Por esto, en 1756, como ya había una estatua de San Isidoro en la puerta de Oriente de la ciudad, se decidió colocar en las puertas de Ocaso, Norte y Mediodía estatuas de cada uno de los otros tres hermanos respectivamente.
En la revolución cantonal del siglo XIX resultó muy dañada la iglesia de Santa María de Gracia. Se decidió crear un nuevo retablo para la capilla mayor de este templo. Este fue diseñado por Ricardo Guardiola y se colocaron esculturas de estos cuatro santos realizadas por Pedro Barbará.
En el siglo XIX se construyó la nueva Basílica de la Caridad, diseñada por Tomás Tallaré. Manuel Ussel de Guimbarda pintó los cuatro santos sobre lienzos adheridos al muro de detrás del altar mayor.

### En Murcia
Tras la colocación de las reliquias en un muro de la capilla mayor de la Catedral de Murcia en 1594 se puso un altar con representaciones de los padres de los cuatro hermanos (Severiano y la madre), así como de san Hermenegildo y Recaredo. Posteriormente, se colocó un tríptico con pinturas de los cuatro santos atribuidas a Nicolás Villacís. El tríptico desapareció en un incendio en 1854. En el siglo XVII se hicieron estatuas de San Fulgencio y Santa Florentina que se pusieron frente a las reliquias. Estas fueron re-policromadas con motivo de una visitad de Carlos IV. Estas dos estatuas se conservan en el Museo de la Catedral de Murcia.
A comienzos del siglo XVII Cristóbal de Salazar realizó cuatro esculturas monumentales de cada uno de los hermanos que se colocaron a ambos lados del presbiterio. Estas se perdieron en el incendio de 1854.
Antonio Pérez de Montalto realizó una custodia de 1678 para la catedral. En el remate situó esculturas de los cuatro santos, tres de ellos vestidos de obispos con su báculos y la santa vestida de benedictina.
En el siglo XVIII las imágenes de los cuatro santos fueron incluidas entre los grandes intercolumnios del cuerpo bajo del nuevo imafronte catedralicio de Jaime Bort y Meliá.
En 1771, en el tercer piso de la torre de la catedral, José López colocó sobre cuatro pequeños templetes ubicados en las esquinas imágenes en piedra de cada uno de los cuatro hermanos.
En 1783 José López se encargó de la renovación de la Portada de la Cruz o Puerta de las Cadenas de la catedral, en el lado norte. En el segundo cuerpo Pedro Pérez hizo los relieves con los bustos de los tres hermanos varones.
En 1729 José de Ganga realizó un retablo en forma de armario para las reliquias, con dos puertas en cuyo interior fueron pintadas las efigies de los cuatro santos por Juan Ruiz Melgarejo. Para este retablo se realizaron dos nuevas estatuas de San Fulgencio y Santa Florentina, trasladándose las antiguas tallas a la sala capitular (pasando de ahí, probablemente, al museo catedralicio).
En 1748 la arqueta japonesa pasó a albergar los restos de la monja Mariana de San Simeón, primera priora del Convento de las Agustinas del Corpus Christi. Los restos de San Fulgencio y Santa Florentina se colocaron en una arqueta de plata, realizada por Rafael Proens, con relieves de los cuatro hermanos.
Tras el incendio de 1854, en 1864 el pintor Mariano Pescador diseñó un nuevo retablo con las esculturas de los cuatro hermanos. Estas fueron realizadas por los escultores José Palao y Santiago Baglietto.

### En Lorca
En el siglo XVIII el obispo Luis Antonio de Belluga y Moncada pidió colocar en la Colegiata de San Patricio de Lorca las imágenes de estos cuatro santos. Las esculturas de los mismos fueron situadas en el trascoro.